# Frassineta
Frassineta è una frazione del comune italiano di Chiusi della Verna nella provincia di Arezzo, in Toscana.

## Geografia fisica

### Posizione
Frassineta è una frazione del comune di Chiusi della Verna, in provincia di Arezzo, situata a circa 872 metri di altitudine. Il paese si trova all’interno del Parco Nazionale delle Foreste Casentinesi, in un contesto naturale caratterizzato da rilievi appenninici, boschi e aree a uso agricolo                      

### Rilievi montuosi
Il paesaggio circostante è dominato da diversi rilievi. A sud si trova il Monte Penna (1283 m), con affioramenti di pietra macigno; a nord-est l’Alpe di Serra (1224 m) e il Monte Zuccherodante (1267 m); a est il Monte Fatucchio (904 m), segnato dalla presenza di calanchi; mentre a nord si trovano il Poggio Lombardona (1267 m) e il Passo dei Mandrioli (1173 m), importante collegamento tra Toscana e Romagna.

vista della Vallesanta e Corezzo da accanto alla chiesa

### Idrografia
Il territorio è attraversato dal torrente Corezzo e da una rete di piccoli corsi d’acqua, tra cui il fosso Faete a nord e il fosso Rimaggio a sud.

### Clima
Il clima è di tipo montano e risente sia dell’altitudine che della conformazione del territorio. Durante l’inverno le temperature scendono spesso sotto lo zero, con nevicate regolari tra dicembre e marzo. Le estati sono generalmente fresche, con temperature massime che raramente superano i 26-28 °C, e con forti escursioni termiche tra il giorno e la notte.

### Vegetazione
La vegetazione è molto varia. Nelle zone più alte si trovano boschi misti di faggio e abete bianco, resti delle antiche foreste appenniniche oggi protette dal parco nazionale delle foreste Casentinesi. A quote più basse si estendono castagneti e roveti, insieme a tre specie di frassino: il frassino maggiore, il frassino comune e il frassino ornello, quest’ultimo particolarmente diffuso e un tempo importante per l’economia locale. Intorno al borgo si trovano anche terreni ad uso agricolo ed una rete di mulattiere che collega Frassineta ai paesi vicini, tra cui Chiusi della Verna, Badia Prataglia, La Motta, Serra, Val della Meta, Corezzo, Rimbocchi e Biforco.

esemplare di frassino maggiore

### Fauna
Anche la fauna è ricca e diversificata. Tra i mammiferi si trovano cinghiali, caprioli, cervi, volpi, lepri e, più raramente, lupi appenninici. Sono presenti inoltre numerose specie di uccelli, come tottaville, calandri, civette, picchi, gazze, gufi e falchi pellegrini. Tra i rettili si segnalano vipere, saettoni e bisce, mentre tra gli anfibi si trovano rospi comuni e ululoni appenninici. Nei corsi d’acqua vivono trote fario, vaironi, barbi, anguille e gamberi di fiume. Il territorio ospita infine una grande varietà di invertebrati, tra cui farfalle, falene, mantidi religiose, insetti xilofagi e coleotteri come il cervo volante.

## Storia

### Origini del nome
Il toponimo Frassineta ebbe origine nel X secolo e sembra derivare dalla presenza di boschi di frassino nei dintorni del paese, utilizzati in epoca antica per la produzione di lance da guerra e da caccia.

### Origini e Alto Medioevo
Le prime testimonianze scritte su Frassineta risalgono all’XI secolo. Secondo gli Annales Camaldulenses, nel giugno del 1019 Pietro, figlio di Donna Angantruda, donò alla Badia di Prataglia la terza parte di una casa nel villaggio. Già nel 1016 alcuni beni situati a Frassineta erano stati consegnati alla stessa abbazia. Nel 1020, un atto rogato ad Arezzo attesta che la Via Maior, attraversava la località passando presso il Fosso Rimaggio.
Nel periodo altomedievale, Frassineta era organizzata secondo il modello della curtis, composta da un agglomerato urbano cinto da mura, il cosiddetto “castello” — con chiesa, torre di avvistamento, piazza e sede padronale. Attorno a questo nucleo sorgevano le abitazioni degli artigiani, le cascine e le case dei contadini. Di questo impianto originario restano ancora visibili delle bozze d’angolo con bugno centrale su una casa privata, nella zona a nord del castello fu rinvenuta una daga longobarda che indica una probabile residenza signorile longobarda, e nei campi vicini affiorano talvolta pietre rotonde interpretate come cippi funerari di un probabile cimitero etrusco-romano, situato presso l’attuale chiesa o nella zona detta Fonte dei Morti.

### XI e XIII secolo
Frassineta risultava già dipendente dall’Abate di Prataglia e sotto la giurisdizione degli Ubertini, vescovi di Arezzo, fin dal 1065. Verso la fine del XII secolo era presente un mulino, testimoniando un’economia agricola già strutturata.
Frassineta è menzionata inizialmente come villa, poi come castello entro il 1243. In quell’anno è documentata la presenza del “castro Frasseneta, in pal. Abbatie de Pratallia” (Reg. Cam.). In quel periodo il villaggio possedeva un proprio districtum ed era, insieme a Prataglia, un fulcro dell’attività pastorale del Poggio Baralla. Tuttavia, l’economia era prevalentemente agricola.
Nel 1193 ci fu un saccheggio a opera di Orlandino e suo figlio Gibello di Partina (R.C. 1193).
Nel 1257 e ancora nel 1258, Frassineta fu saccheggiata da uomini provenienti dal territorio di Galeata, oltre l’Appennino. Gli autori delle devastazioni furono minacciati di scomunica dal primicerio aretino conservatore apostolico dei beni camaldolesi, a seguito di ciò l'arciprete della pieve di San Pietro a Galeata accoglie la richiesta di riparazione dei danni.
Nel 1258, con una bolla di papa Alessandro IV, Frassineta, come la Badia di Prataglia, passò sotto la diretta giurisdizione dell’Eremo di Camaldoli. Il vescovo Guglielmino degli Ubertini si oppose, ma dopo violente azioni militari fu costretto a sottomettersi alla decisione papale. Nel 1269 lo stesso Ubertini donò ufficialmente Frassineta e tutti i diritti annessi all’Eremo di Camaldoli.
Nel 1277 il villaggio fu nuovamente attaccato da un gruppo armato proveniente da Galeata, che “depraedaverunt castrum de Fraxineta”. Il saccheggio causò gravi danni alla comunità.

### Basso Medioevo e dominio fiorentino
Nel 1289, poco prima della battaglia di Campaldino, Guglielmo degli Ubertini, vescovo di Arezzo, donò al Priore di Camaldoli tutte le regioni che ancora deteneva sul castello di Frassineta. La presenza di una base muraria di torre nella piazzetta antistante la chiesa di Sant’Egidio conferma l’antica struttura signorile. La chiesa, visitata nel 1534 dal vicario vescovile Enrico Ormanno, risultava in buono stato; il rettore era il monaco camaldolese Cipriano dei Guadagnoli di Arezzo. I popolani riferirono che l’elezione del rettore spettava alla comunità, e veniva poi confermata dal vescovo.
Frassineta sorge lungo l’antica Via Romea, che fu particolarmente frequentata durante il Giubileo indetto da Bonifacio VIII nel 1300, la località dunque era un punto di passaggio per eserciti e pellegrini. È verosimile la presenza di un luogo di ristoro per uomini e animali. La dedicazione della chiesa a Sant’Egidio, infatti, suggerisce una possibile funzione di accoglienza per viandanti e malati.
Nel corso del XIV secolo Frassineta passò sotto il controllo dei Tarlati di Pietramala, ma nel 1360 fu conquistata dai Fiorentini, che in seguito la integrarono nella podesteria di Chiusi. Un altro passaggio agli Ubertini è registrato nel 1404, ma Frassineta tornò nuovamente sotto l’influenza Fiorentina.

### Età moderna e riforme lorenesi
Nel 1765, con l’ascesa al trono del Granducato di Toscana di Pietro Leopoldo di Lorena, anche Frassineta beneficiò delle riforme agrarie del sovrano. Queste includevano bonifiche, risanamenti e la restituzione di terre confiscate ai monasteri agli agricoltori. L’opera di risanamento forestale fu proseguita nel 1838 da Leopoldo II di Toscana, che affidò l’incarico al forestale boemo Karl Siemon. Questi sistemò il territorio dal punto di vista idraulico e realizzò vasti boschi di conifere, castagni e faggi.

### XX secolo
Nella seconda metà dell’Ottocento il territorio casentinese della Vallesanta andò incontro a un progressivo utilizzo del suolo. Nel 1914 lo Stato italiano intervenne affidando la gestione dell’area prima al Corpo Forestale dello Stato e poi alla Comunità Montana.
Durante la seconda guerra mondiale, Frassineta si trovava nei pressi della Linea Gotica, dove i tedeschi avevano ammassato truppe per fermare l’avanzata degli alleati dopo lo sbarco di Anzio. Il 27 luglio 1944 due aerei inglesi furono colpiti da un avamposto tedesco presso i Mandrioli. Uno dei velivoli precipitò sul monte Fatucchio, causando la morte del pilota. L’altro si schiantò in località Le Fontine, a nord-ovest di Frassineta. Il pilota riuscì a salvarsi lanciandosi col paracadute, atterrando nei pressi del podere Sala Vecchia, successivamente tramite indicazione degli abitanti si rifugiò nella notte presso casolare di Sala evitando la cattura da parte dei tedeschi che lo stavano cercando a seguito dello schianto dell'aereo.

resti del carrello dell’aereo inglese

Nel maggio 1954 a seguito della Legge della Montagna insieme ai paesi limitrofi come Corezzo, Serra, Badia Prataglia, Val della Meta, Rimbocchi, Biforco e altri,  si attesta l’arrivo dell’acqua corrente.
Nel 1992 ci fu una frana con un fronte di un centinaio di metri che scivolò per una decina di metri abbattendo parte della via del mulino nell'area tra casa beppotto e poggio alla forca.

frana del 1992

Dal 1993 Frassineta fa parte del Parco Nazionale delle Foreste Casentinesi.

## Monumenti e luoghi d’interesse

### Chiesa di Sant’Egidio
La Chiesa di Sant’Egidio è un edificio di culto situato nella località di Frassineta, nel comune di Chiusi della Verna. Si tratta di una costruzione in muratura portante, a navata unica, con presbiterio rialzato e abside orientato verso il fondovalle.
La facciata è a capanna, con falde inclinate, e presenta una muratura in pietra a vista, disposta in filari regolari. È caratterizzata da un portale in pietra con arco a tutto sesto e una finestra bifora ad arco in asse. In corrispondenza dell’imposta dell’arco e sotto la linea di gronda, corre un filare di pietre sporgenti.
L’interno, intonacato e tinteggiato, presenta una copertura a capanna sorretta da capriate lignee con travi, travetti e pianelle in cotto. Questi elementi strutturali, sebbene rimaneggiati, conservano caratteristiche riconducibili allo stile romanico originario, di cui restano visibili anche come già detto una bifora in facciata e un contrafforte laterale.
Il pavimento attuale è stato realizzato sopra una preesistente pavimentazione in pietra arenaria, al di sotto della quale sono state rinvenute due fosse sepolcrali. Nella zona presbiteriale è presente un altare in muratura, oggetto di un intervento strutturale tra gli anni settanta e ottanta. Oltre all’altare maggiore, vi sono due altari laterali, rispettivamente dedicati alla Vergine Maria e a Sant’Antonio Abate, protettore degli animali.
Sul fianco destro della chiesa si trova una torre campanaria moderna, realizzata in epoca successiva rispetto all’edificio sacro, e attualmente ribassata rispetto all’altezza originaria.

facciata chiesa di Sant’Egidio

### La Torre
Accanto alla chiesa si conservano i resti di una torre quadrangolare, attualmente alta circa 2 metri, con un lato di circa 4 metri e un vano interno di 1,5 metri. La struttura è composta da muratura “a sacco” e si presenta oggi completamente piena, ma secondo la memoria locale, prima della Seconda Guerra Mondiale, essa era dotata di una esedra sul lato orientale, con un camino e una scala a pioli che consentivano l’accesso alla sommità.
Una fotografia degli anni Trenta testimonia che, in quel periodo, la torre superava in altezza l’attuale campanile della chiesa.
La tecnica costruttiva e il tipo di conci utilizzati, in parte bugnati e ben squadrati, suggeriscono un’epoca di costruzione romanica. Tuttavia, l’alta qualità dell’apparecchiatura muraria e la presenza di decorazioni di tipo classico o tardo-antico fanno ipotizzare anche una diversa origine. La torre potrebbe infatti risalire al X o XI secolo, come struttura di guardia o vedetta, oppure appartenere a un sistema di segnalazione bizantino, posto a controllo del Passo di Serra, in analogia con altre strutture simili situate oltre l’Appennino.

la torre mozza

### Cappella della Madonna delle Sette Spade o dei Sette Dolori
Nella parte nord dell’abitato di Frassineta si trova una piccola struttura religiosa, comunemente nota come “La Cappellina”. L’edificio risale alla seconda metà del XVIII secolo, durante la cosiddetta prima epoca leopoldina, e si suppone sia stato edificato sui resti di un precedente tabernacolo pagano. Questi tabernacoli erano piccoli luoghi votivi dedicati alle divinità campestri, tipicamente collocati presso incroci, pozzi o ai margini degli abitati.
La cappella è collocata sull’aia del paese, un tempo utilizzata per la ventilazione del grano e di altri prodotti agricoli. L’interno ospita una statua in terracotta raffigurante la Madonna delle Sette Spade, nota anche come Madonna dei Sette Dolori, oggetto di particolare devozione popolare.
Originariamente, al suo interno si trovava una rappresentazione della Madonna del Conforto, sul modello di quella venerata nella Cattedrale di Arezzo. Tuttavia, alla metà del XIX secolo, l’effige risultava deteriorata e venne quindi sostituita con l’attuale statua.
L’edificio è dotato di un piccolo campanile in ferro, installato negli anni ottanta, per ospitare una campana donata dal parroco di Corezzo.

cappellina della madonna delle sette spade o dei sette dolori

## Cultura

### Eventi
Le festività celebrate a Frassineta sono tipiche dei paesi della zona, tra cui il vicino Corezzo:
- La festa del Cantamaggio (calendimaggio) si svolgeva l’ultima notte di aprile e consisteva nell’andare, dalla sera fino a notte fonda, sotto le finestre delle ragazze per cantare il tipico canto.
- Durante il periodo dell’Ascensione, dal lunedì al giovedì, si svolgevano le rogazioni. Al termine del periodo dell’Ascensione era consuetudine piantare nei campi una croce di legno, con l’intento di proteggere i raccolti.
- Altre festività erano celebrate il 17 gennaio (Sant’Antonio Abate), il 19 marzo (San Giuseppe) e il 29 giugno (Santi Pietro e Paolo).

### Usanze e tradizioni
Tra le usanze e le tradizioni di Frassineta si segnalano:
- Il Malocchio: Al malocchio venivano attribuiti forti dolori alla testa.
- Le veglie invernali: Durante le serate invernali era uso riunirsi attorno al camino durante la veglia.
- La mietitura del grano: La mietitura del grano rappresentava un’importante attività comunitaria ed era svolta nelle aie durante i periodi estivi.

### Leggende
- Del Coroglio del Diavolo si narra[5] che colui che si trovi a passare per questo luogo abbia l’illusione di trovarsi vicinissimo al Monte della Verna. La leggenda ha come protagonista il diavolo, che nella disperata impresa di tentare San Francesco voleva costruire un ponte per raggiungere il “Sacro Monte” senza attraversare la Vallesanta. Non vi riuscì perché improvvisamente arrivò l’alba. Altre versioni riportano che intervenne la “Madonna dei Sette Dolori” della cappellina di Frassineta, la quale fece durare la notte solo poche ore, costringendo il diavolo a fuggire alla luce del giorno.
- Dell’Acqua delle Terre Rosse, la tradizione afferma che “faccia ringiovanire”.
- Il Badalischio, figura mitica e leggendaria, caratterizza molte località casentinesi. Rappresenta una sorta di genius loci, abitante dei fossi e delle zone umide. Si racconta che questo mostro sia nato nella Gorga Nera ed è stato descritto come un grosso serpente con piccole zampe e alcuni “baffetti”, grosso come un “bambino fasciato”. Altri narrano della presenza di un prezioso diadema sulla testa.
- Del Poggio Baralla e del Poggio Rimbomba, la tradizione popolare narra che nel primo “i piedi non stanno mai fermi”, mentre del secondo si racconta che battendo i piedi si sentano dei rumori che fanno presagire la presenza di caverne sotterranee.

### Suddivisione del paese
- Davanti alla chiesa si trova una piccola spianata detta Poggiolino, dalla quale si può godere di una vista panoramica sull’intera Vallesanta tra cui il paese di Corezzo.

Il paese è suddiviso in quattro piccoli rioni:
- Rione Est, noto anche come centro storico o Castello di Frassineta, era anticamente racchiuso entro le mura, con una porta d’ingresso rivolta verso Badia Prataglia. In posizione dominante sorgono la chiesa dedicata a Sant’Egidio Abate, i resti di una torre di avvistamento, il palazzo che fu abitazione dei signori del luogo. Gli ultimi ad abitarlo furono i Poltri, famiglia nota in particolare a Bibbiena, dove possedeva uno dei più prestigiosi palazzi della cittadina. Il giardino antistante il palazzo è ancora oggi chiamato Corte.
- Rione Ovest, detto Buratoio, deve il suo nome a una sorgente d’acqua limpida e cristallina situata all’estremità dell’abitato. In passato vi si conducevano gli animali per abbeverarsi. Il termine Buratoio deriverebbe da un’evoluzione popolare delle parole abbeveratoio → beveratoio → buratoio.
- Rione Centrale, chiamato La Fonte, ospita ancora oggi il fontanile comunale detto anche lavanderia, dotato di una grande vasca-lavatoio, ristrutturata. Sul muro di questo lavatoio è visibile, scolpito nella pietra, lo stemma camaldolese: due colombi che si dissetano da un calice.

la lavanderia

- Rione Sud, denominato Borgo, è l’antico quartiere degli artigiani. È attraversato dalla storica Via Romea, che proviene da Corezzo ed è diretta verso Pezza.

- Nella parte nord del paese si trova una Maestà, nota a tutti come  “La cappellina”, dedicata alla madonna della sette spade o dei sette dolori.

madonna delle sette spade o dei sette dolori all’interno della cappellina di frassineta

### La scuola
Nel paese non era presente un edificio scolastico stabile. Le lezioni si tenevano in locali privati, che spesso cambiavano anche nel corso dello stesso anno scolastico. Poteva accadere, ad esempio, che l’anno iniziasse in una sede, per poi essere trasferito durante l’inverno in un altro ambiente più favorevole dal punto di vista climatico, e successivamente ritornare alla sede originaria con l’arrivo della primavera.
La scuola era sussidiaria, ovvero dipendente da un altro plesso scolastico: inizialmente da quello di Corezzo, e in seguito da quello di Val della Meta. L’attività scolastica cessò alla fine degli anni sessanta, a causa del calo demografico e della conseguente mancanza di alunni.

## Società

### Popolazione
Secondo il censimento Mediceo del 1551 a Frassineta erano presenti 187 abitanti, in quello Lorenese del 1745 erano 100 e nel 1833 furono censiti 105 abitanti, nel 1936 secondo l’Istat erano 96, mentre nel 1951 erano 92 ad oggi a causa del forte spopolamento gli abitanti variano tra la decina in inverno e una cinquantina in estate.

## Galleria d’immagini

vista su Frassineta
una strada di Frassineta
una strada sterrata di Frassineta
una strada di Frassineta 2
una strada con case di Frassineta
una strada con case di Frassineta 2
vista di Frassineta da Corezzo
foto storica degli anni trenta
foto storica casa della famiglia Bonucci
foto storica delle lavandaie di Frassineta
foto storica della chiesa di Sant’Egidio
foto storica degli abitanti di Frassineta davanti alla chiesa di Sant’Egidio